# Agrostis vaginata
Agrostis vaginata é uma espécie de gramínea do gênero Agrostis, pertencente à família Poaceae.